# Liste der Patriarchen der Armenisch-Katholischen Kirche
Dies ist eine Liste der Patriarchen von Kilikien der Armenier, dem Oberhaupt der armenisch-katholischen Kirche. Sie wurde 1741 (wieder-)errichtet. Schwierige Verhandlungen in den Jahren 1701, 1703 und 1714 zwischen katholischen und apostolischen Geistlichen kamen zu keinem Ergebnis, so dass die armenischen Katholiken von Aleppo zur Tat schritten und 1741 das armenisch-katholische Patriarchat (wieder-)errichtet wurde.
Die Namensgebung setzt sich aus dem Familiennamen und dem Namenszusatz „Bedros“ und Folgeziffer zusammen, z. B.: „Abraham Ardzivian“ (bürgerlicher Name) und „Abraham Bedros I. Ardzivian“ (Patriarchname). Bedros ist der Name für Simon Petrus und verweist auf die apostolische Nachfolge.
Der Patriarch residiert heute im Kloster Bzommar bei Beirut (Libanon). Dort geschieht auch die Wahl eines neuen Patriarchen, der von den anwesenden Bischöfen mit einer Zweidrittelmehrheit gewählt wird. 
| Name                                    | von                | bis                |
| --------------------------------------- | ------------------ | ------------------ |
| Apraham Bedros I. Ardzivian             | 26. November 1740  | 1. Oktober 1749    |
| Hagop Bedros II. Hovsepian              | 14. Oktober 1749   | 10. Juni 1753      |
| Mikael Bedros III. Kasbarian            | 23. Juni 1753      | 10. November 1780  |
| Parsegh Bedros IV. Avkadian             | 1. Dezember 1780   | 6. Februar 1788    |
| Krikor Bedros V. Kupelian               | 11. Mai 1788       | 17. Juni 1812      |
| Krikor Bedros VI. Jeranian              | 23. Juni 1812      | 22. September 1840 |
| Hagop Bedros VII. Holassian             | 30. Juni 1841      | 6. Februar 1843    |
| Krikor Bedros VIII. Der Asdvadzadourian | 17. Juli 1843      | 9. Januar 1866     |
| Andon Bedros IX. Hassunian              | 14. September 1866 | Juni 1880          |
| Stephano Bedros X. Azarian              | 24. Januar 1881    | Mai 1899           |
| Boghos Bedros XI. Emanuelian            | 26. Juli 1899      | 18. April 1904     |
| Boghos Bedros XII. Sabbaghian           | 4. August 1904     | 1910               |
| Boghos Bedros XIII. Terzian             | 23. April 1910     | 31. Mai 1931       |
| Avedis Bedros XIV. Arpiarian            | 17. Oktober 1931   | 26. Oktober 1937   |
| Krikor Bedros XV. Agagianian            | 30. November 1937  | 25. August 1962    |
| Iknadios Bedros XVI. Batanian           | 4. September 1962  | 22. April 1976     |
| Hemaiag Bedros XVII. Guedikian          | 3. Juli 1976       | 31. Mai 1982       |
| Johannes Bedros XVIII. Kasparian        | 5. August 1982     | 28. November 1998  |
| Nerses Bedros XIX. Tarmouni             | 7. Oktober 1999    | 25. Juni 2015      |
| Grégoire Bedros XX. Ghabroyan           | 25. Juli 2015      | 25. Mai 2021       |
| Raphaël Bedros XXI. Minassian           | 23. September 2021 |                    |